# Jan Bielecki (informatyk)
Jan Andrzej Bielecki (ur. 15 czerwca 1942 w Warszawie, zm. 25 grudnia 2001 tamże) – polski informatyk, dydaktyk, nauczyciel akademicki, autor książek popularyzujących języki programowania .

## Życiorys

### Wykształcenie
Absolwent Liceum im. Jana Zamoyskiego w Warszawie. Będąc zwycięzcą ogólnopolskiej olimpiady matematycznej, rozpoczął w 1960 studia na Wydziale Elektroniki Politechniki Warszawskiej. Ukończył je w 1966 jako najlepszy student rocznika.
W 1970 uzyskał stopień doktora nauk technicznych.

### Praca dydaktyczna
Bielecki od 1967 był pracownikiem Katedry Budowy Maszyn Matematycznych (późniejszego Instytutu Informatyki) tego wydziału, początkowo jako asystent, następnie adiunkt i starszy wykładowca .
Od 1997 był profesorem Polsko-Japońskiej Wyższej Szkoły Technik Komputerowych w Warszawie, gdzie kierował Katedrą Metod Programowania, m.in. wprowadzając do programu nauczania programowanie w Javie.

### Praca naukowo-ekspercka
W Instytucie Informatyki brał udział w pracach badawczych oraz projektowych. Szczególnie wiele pracy włożył w opracowanie założeń funkcjonalnych systemu oprogramowania dla maszyny KRTM/UMC-20. Zaprojektował też kompilator języka FORTRAN ANSI na tę maszynę, korzystając ze wstępnych prac nad kompilatorem dla maszyny K-202.
Był konsultantem polskich i zagranicznych firm informatycznych. Był jedynym z Europy Środkowo-Wschodniej członkiem komitetu standaryzacyjnego języka ANSI C.

### Autor podręczników
Bielecki jest autorem ponad 100 podręczników do nauki języków programowania (Pascal, C, C++ oraz Java) i obsługi popularnego oprogramowania biurowego, o łącznym nakładzie ponad 800 tys. egzemplarzy wydanych w latach 1989–2001, w tym również w tłumaczeniu za granicą .
Narracja opisów języków programowania prezentowana przez Bieleckiego była dla wielu trudna do zrozumienia i odrzucana, ale dla innych była pożytecznym, a ówcześnie jeszcze praktycznie jedynym źródłem wiedzy.
Bielecki równocześnie upowszechniał polską terminologię, tę już uznawaną (np. plik) oraz nową proponowaną przez siebie, z której część nie znalazła powszechnej akceptacji (np. dwumlask – podwójne kliknięcie myszą) .

## Lista podręczników
- 1979 ANS-FORTRAN (współautor: Marek A. Suchenek)
- 1981 FORTRAN dla zaawansowanych (współautor: Marek A. Suchenek)
- 1987 Język C. Interpretacja standardu.
- 1987 Turbo Pascal wersja 3.0
- 1988 Rozszerzony TURBO Pascal wersja 4.0
- 1988 Język FORTH
- 1989 Grafika Turbo : Od Turbo Pascala 4.0 do Turbo C 1.5
- 1990 Turbo C z grafika dla IBM PC
- 1990 Turbo Pascal- wersja obiektowa
- 1991 Borland Turbo C++. Eine neue Generation
- 1991 Von C zu C++
- 1992 TopSpeed Modula-2, Erweiterte Modula-2 version 2 fur den IBM-PC
- 1992 Turbo Assembler und Debugger
- 1997 ANSI C++
- 1997 Java od podstaw
- 1998 Wprowadzenie do języka C
- 1999 Java 3
- 1999 Java 3 RMI
- 1999 Java w szkole
- 1999 Visual C++ 6. Programowanie współbieżne, obiektowe i zdarzeniowe do Windows 95/98/NT
- 1999 Java na uczelni
- 2000 Java 4 Swing
- 2000 ANSI C++
- 2001 Java XP. Poradnik eksperta

## Odznaczenia i nagrody
- Złoty Krzyż Zasługi – 1978
- Nagrody Ministra Edukacji Narodowej (wielokrotnie w latach 1982–1998)
- Nagrody Rektora Politechniki Warszawskiej (wielokrotnie w latach 1986–1999).
- Nagroda Krzemowego Oskara, przyznana w głosowaniu internetowym w 2000.

## Upamiętnienia
- Nadanie imienia doktora Jana Bieleckiego Laboratorium Komputerowemu w Instytucie Informatyki Politechniki Warszawskiej – uchwałą Rady Wydziału Elektroniki w kwietniu 2002.
- Nadanie imienia Jana Bieleckiego Auli Głównej w Polsko-Japońskiej Wyższej Szkole Technik Komputerowych.